# Monasterboice
Monasterboice (Iers: Mainistir Bhuithe) is een voormalig klooster uit de vijfde eeuw, gesticht door St. Buithe, gelegen op acht kilometer afstand van Drogheda (Ierland). Begin twaalfde eeuw verloor het klooster zijn functie, mede door de stichting van Mellifont Abbey. Op het kerkhof staan, naast een negende-eeuwse ronde toren, drie grote Keltische kruisen uit de tiende eeuw.

## Geschiedenis
Eind vijfde eeuw werd het klooster Monasterboice gesticht door St. Buithe mac Bronach, die stierf in 521. Het was zowel een klooster voor broeders als voor nonnen. Van 890 tot 923 was Muiredach mac Domhnaill abt.
In 1097 werd het klooster, inclusief de kostbare bibliotheek, door brand verwoest. Het klooster bleef tot 1122 in gebruik. De laatste abt was Fergna mac Echtigern. Ondanks dat het klooster makkelijk bereikbaar was door de Vikingen die woonden aan de Boyne, is het klooster nooit door hen overvallen.

## Bouw
Enkel de muren van twee kerken staan thans nog overeind.
Tevens staat er een ronde toren (een round tower) van 33 meter hoog uit de negende eeuw. De spits is verloren gegaan.
Op het kerkhof staan drie grote Keltische kruisen uit de tiende eeuw, die bekend zijn onder de namen Muiredach's Cross, ook wel South Cross genoemd, North Cross en West Cross. Deze grafkruisen zijn voorzien van Bijbelse voorstellingen uit het Oude Testament en het Nieuwe Testament. Vermoedelijk stonden er in vroeger tijden meer van deze grote kruisen.

## De Keltische Kruisen

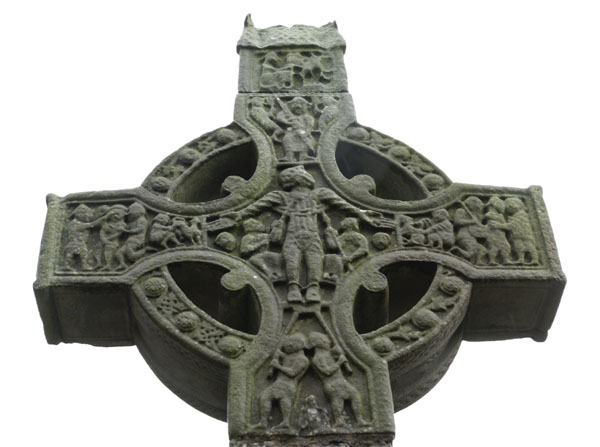
Monasterboice, West Cross van de westzijde: de Kruisiging.

De kruisen kennen een grote verscheidenheid aan afbeeldingen uit de bijbel, waarvan een groot aantal uniek zijn binnen Ierland. Ze kunnen worden ingedeeld in een aantal groepen:
- Hulp van God

De afbeeldingen verwijzen naar litanieën, sommige al uit de derde eeuw, beschrijvende dat God de standvastigen te hulp komt. Voorbeelden zijn Noach en de Zondvloed, Isaak die gered wordt van zijn vaders zwaard, David die gered wordt van de hand van Goliath en de redding van Daniël uit de leeuwenkuil.
- Leven van David

De afbeeldingen uit het leven van David werden sinds de zesde eeuw als versieringen gebruikt in liedboeken.
- Passie en Kruisiging van Christus

Vanaf het eind van de zesde eeuw kwamen afbeeldingen van de Passie van Christus in zwang. De afbeeldingen zijn onder andere de Intocht in Jeruzalem, De gevangenneming van Jezus Christus, Jezus bij Pilatus, de Kruisiging.
- Verschijningen van Jezus na diens dood

De afbeeldingen van verschijningen van Jezus na zijn dood omvatten onder andere de Ongelovige Thomas en Traditio Evangelii (waar een onttroonde Christus aan Sint Petrus de sleutels van de hemel geeft en aan Sint Paulus de boeken van de Nieuwe Wet).
- Het leven van Mozes

De afbeeldingen uit het leven van Mozes omvatten onder andere Water uit de rots, Mozes en de Tien Geboden, Verering van het Gouden Kalf.
- Sint Paulus van Thebe en Sint Antonius van Egypte in de woestijn

De afbeeldingen van de kluizenaars Sint Paulus van Thebe en Sint Antonius van Egypte behoren tot de weinige thema's die niet uit de bijbel komen. De meest populaire afbeelding is die van Sint Antonius die Sint Paulus opzoekt in de woestijn waar hij al 60 jaar in eenzaamheid leeft, zichzelf voedende met een half brood dat een raaf hem elke dag brengt. Na vele gevaarlijke ontmoetingen komt Antonius aan bij Paulus waar de raaf vervolgens komt aanvliegen met een heel brood, Na gedankt te hebben deelt Paulus het brood met Antonius. Deze gebeurtenis werd van eucharistisch belang beschouwd.
- Abstracte versieringen

Tal van afbeeldingen zijn er te vinden van abstracte versieringen, al dan niet herkenbaar als plant of dier.

### Muiredach's Cross
Muiredach's Cross of South Cross (Zuidkruis) is een 5,5 meter hoog zandstenen kruis. Van de drie grote kruisen is deze het best bewaard gebleven. De basis bestaat uit een afgeknotte piramide waarop het kruis staat. Het kruis heeft een open ring rondom de kruising. De kruisvorm is herkenbaar vanaf de west- en oostzijde. Alle delen van zowel het kruis als de basis zijn versierd. Op het onderste deel van het kruis staat de tekst "OR DO MUIREDACH LASDERNAD IN CHROS" - een gebed voor Muiredach voor wie dit kruis werd gemaakt. Muiredach was abt van Monasterboice van 890 tot 923.
De noordzijde van het kruis toont onder andere De geseling van Christus en Sint Paulus en Sint Antonius in de woestijn.
De zuidzijde van het kruis toont onder andere Pilatus die zijn handen in onschuld wast en De intocht in Jeruzalem.
De westzijde van het kruis toont van onder naar boven De gevangenneming van Christus, de Ongelovige Thomas en Traditio Evangelii. Aan de bovenzijde van het kruis is de Kruisiging afgebeeld met links de soldaten en rechts de Opstanding.
De oostzijde van het kruis toont van onder naar boven De zondeval, Kaïn en Abel, David en Goliath, Water uit de rots (Mozes), De verering door de Drie Koningen. Aan de bovenzijde van het kruis is het Laatste Oordeel afgebeeld.

### North Cross

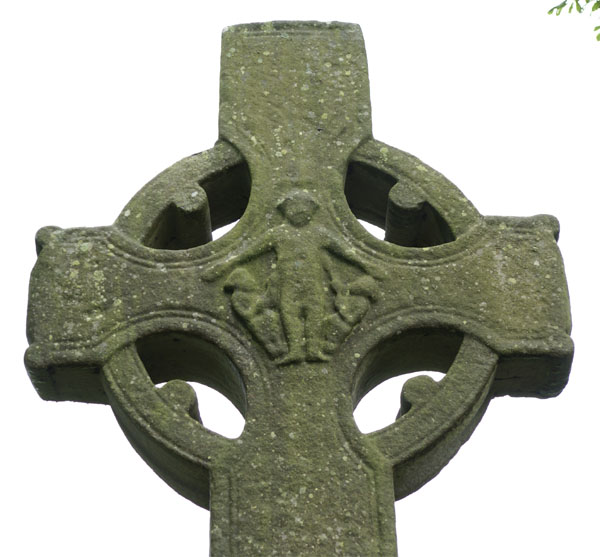
Monasterboice, North Cross van de westzijde: de Kruisiging.

Het North Cross (Noordkruis) is een drie meter hoog zandstenen kruis. Enkel het midden van zowel de west- als oostzijde van het kruis zijn bewerkt. De westzijde beeldt de Kruisiging uit, de oostzijde een abstract reliëf met ionisch gelijkende krommingen.

### West Cross
Het West Cross (Westkruis) is een zeven meter hoog zandstenen kruis. De basis bestaat uit een afgeknotte piramide waarop het kruis staat met een open ring om de kruising. De kruisvorm is herkenbaar vanaf de west- en oostzijde. Alle delen van zowel het kruis als de basis zijn versierd, maar flink verweerd, waardoor veel afbeeldingen niet konden worden gedetermineerd.
De westzijde van het kruis toont onder andere van onder naar boven De opstanding der doden, Traditio Evangelii en de Ongelovige Thomas, De gevangenneming van Christus of Ecce Homo. Aan de bovenzijde van het kruis staat de Kruisiging afgebeeld met rechts de Kus van Judas en Sint-Petrus die het oor van een dienaar afhakt; links wordt De bespotting van Christus afgebeeld.
De oostzijde van het kruis toont onder andere David doodt de leeuw, Het offer van Isaak, De verering van het Gouden Kalf, David en Goliath, Goliath die het leger van Israël uitdaagt. Aan de bovenzijde van het kruis wordt De Wederkomst van Christus afgebeeld.
De noordzijde van het kruis toont onder andere Daniël in de leeuwenkuil.

## Bron
- Helen M. Roe, Monasterboice and its monuments, derde editie 2003, County Louth Archaeological and Historical Society